# Hannescamps New Military Cemetery
Le Hannescamps New Military Cemetery  est un cimetière militaire de la Première Guerre mondiale, situé sur le territoire de la commune d' Hannescamps, dans le département du Pas-de-Calais, au sud-ouest d'Arras.

## Localisation
Ce cimetière jouxte le cimetière communal, à proximité de l'église, au sud-ouest du village.

## Histoire

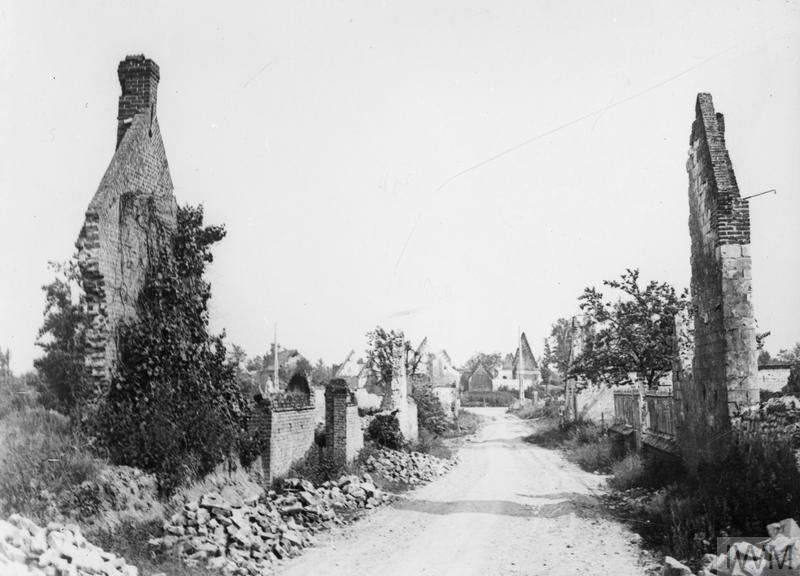
Les ruines du village en juin 1917. Situé à l'arrière de la ligne de front, le village a subi de nombreux bombardements.

Le village de Hannescamps, situé juste derrière la ligne de front alliée jusqu'en juin 1916, a subi de nombreux bombardements. Le cimetière militaire de Hannescamps a été commencé en mars 1916 et utilisé jusqu'en février 1917 après le retrait des Allemands sur la ligne Hindenburg, puis de nouveau en mars 1918 lors de l'offensive du Printemps de l'armée allemande.
Le cimetière comporte 102 sépultures de la Première Guerre mondiale dont 19 ne sont pas identifiées.

## Caractéristiques
Ce  cimetière, au plan rectangulaire de 30 m sur 15, est entouré d'un muret de briques.
Le cimetière a été conçu par Wilfred Clement Von Berg.

## Sépultures
| Pays               | Sépultures |
| ------------------ | ---------- |
| Royaume-Uni        | 101        |
| Indes britanniques | 1          |
| Total              | 102        |

## Galerie

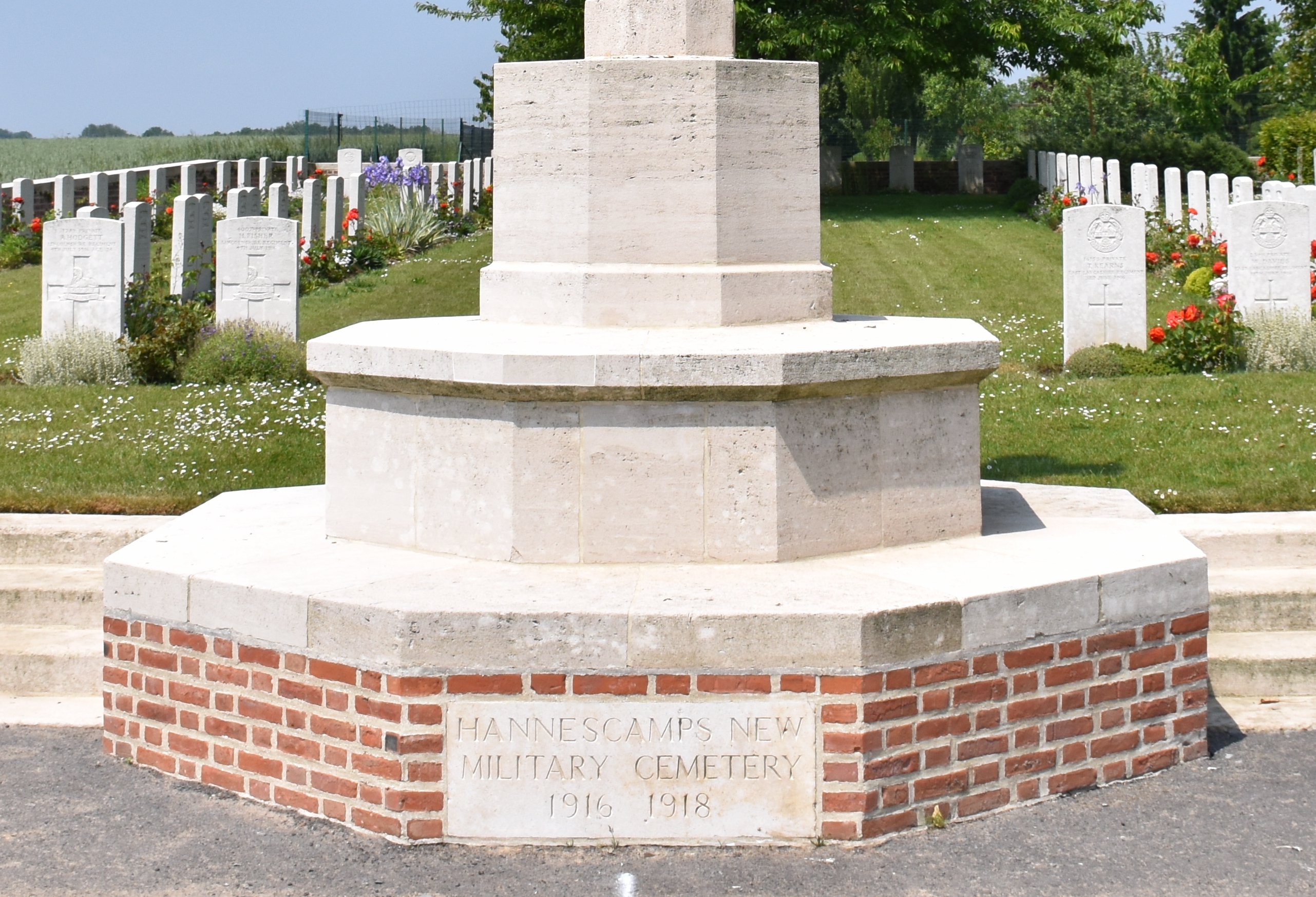
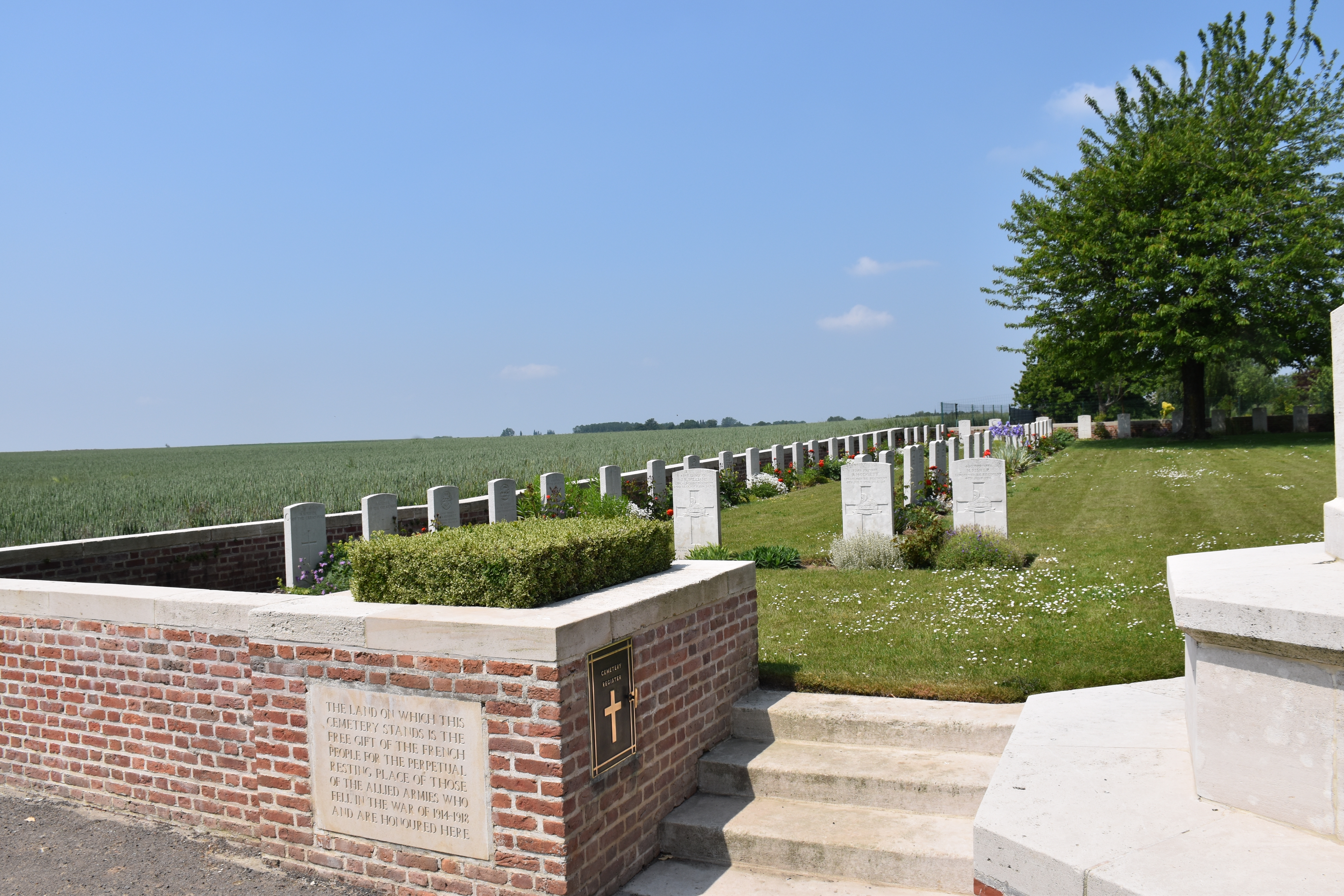
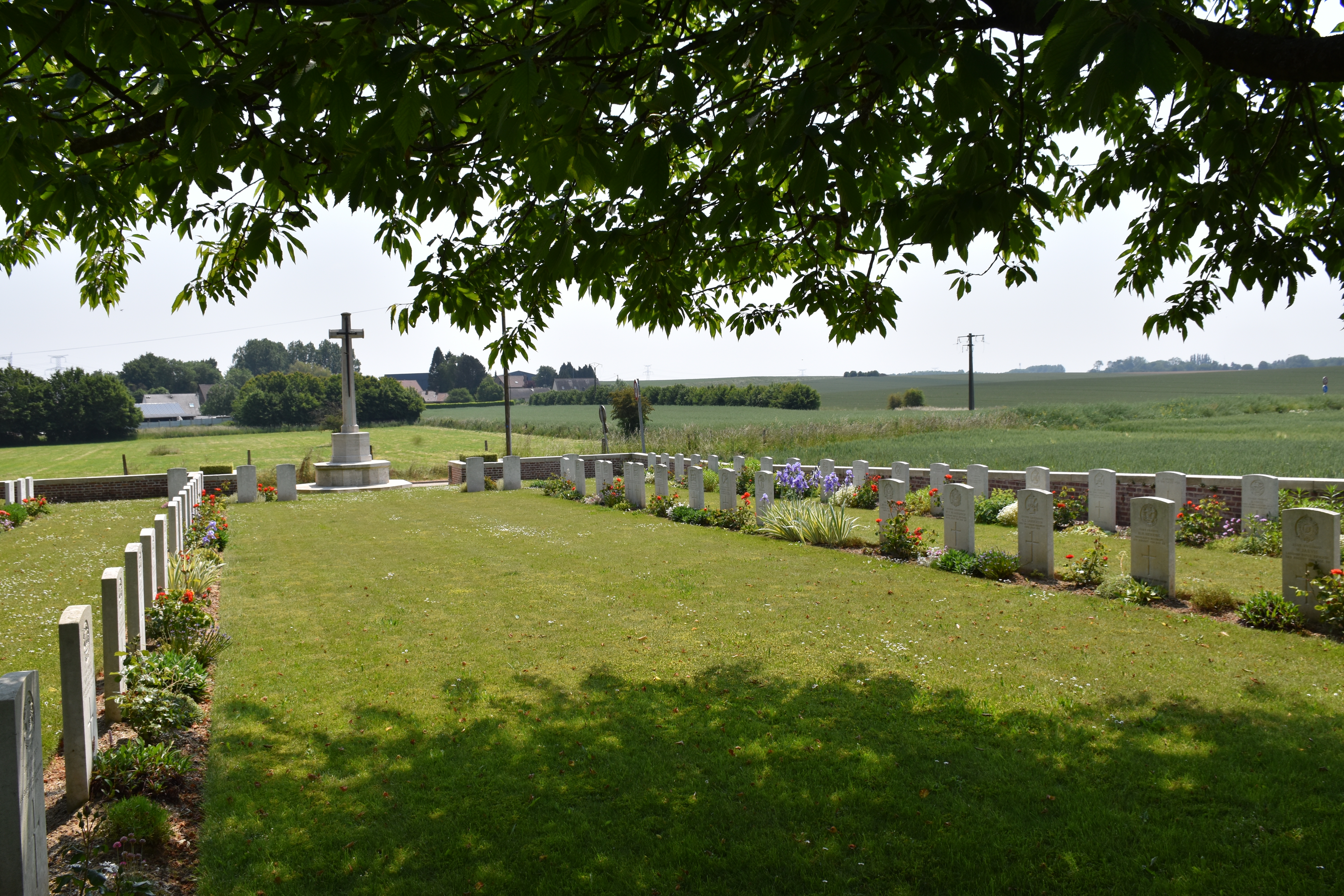
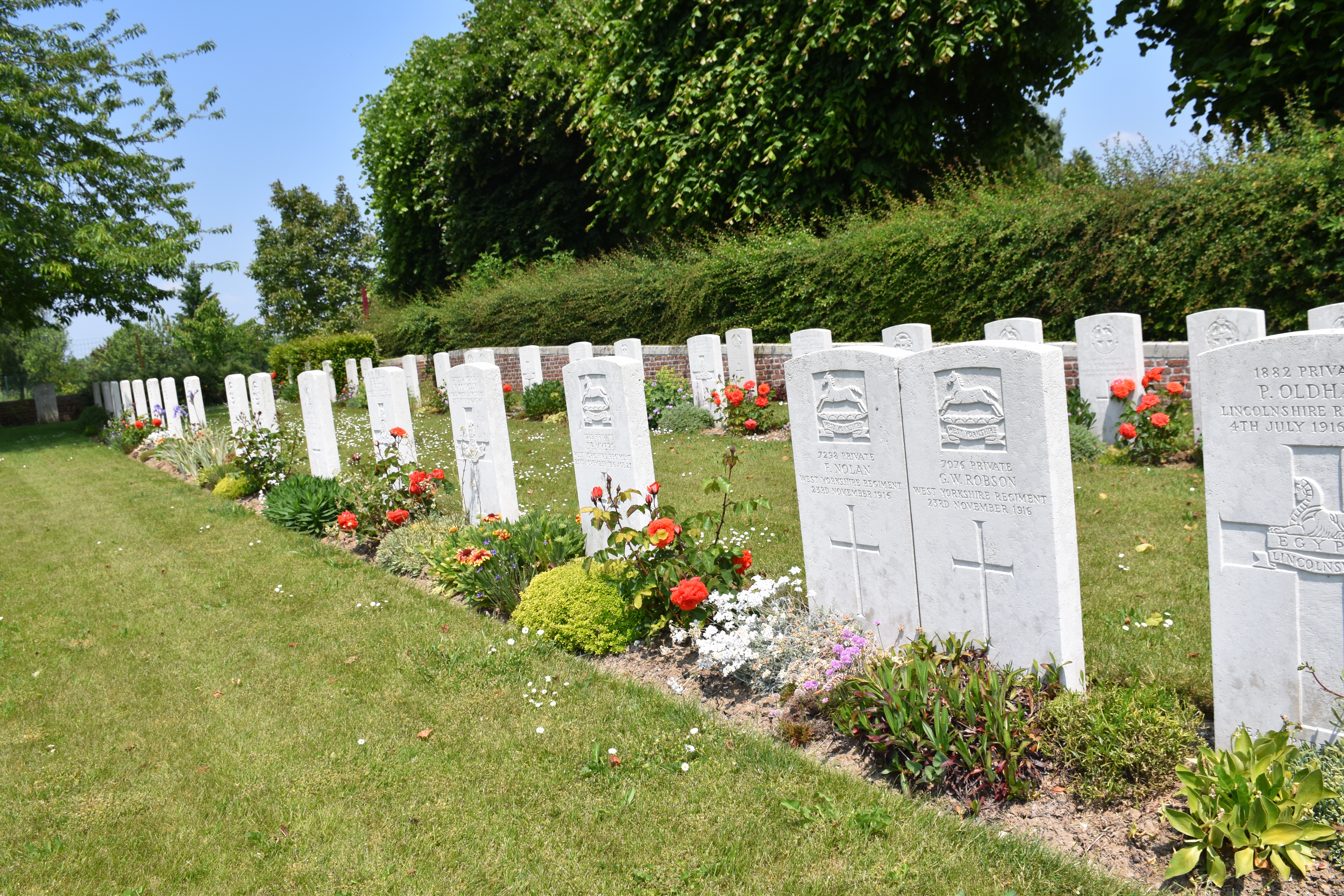
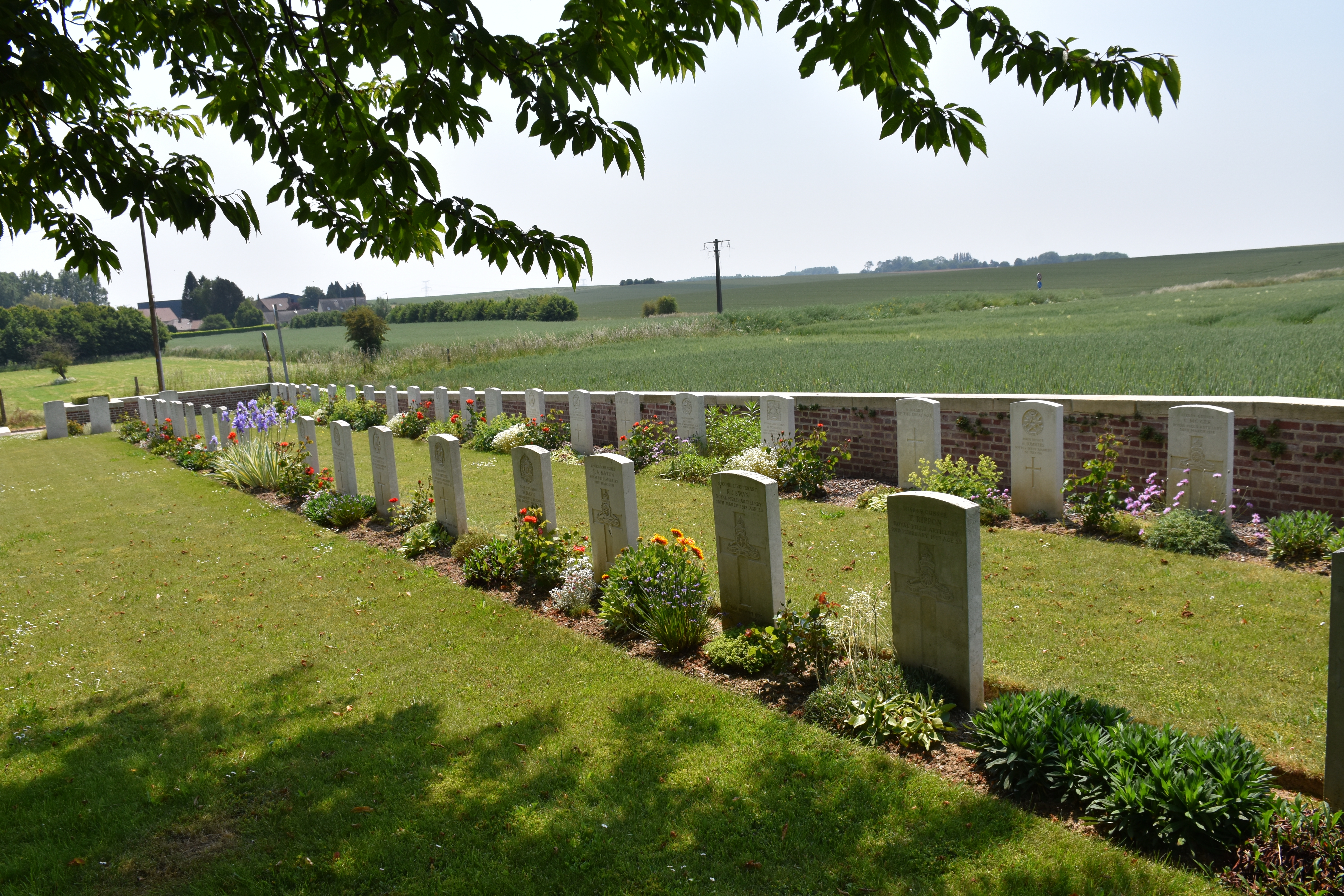
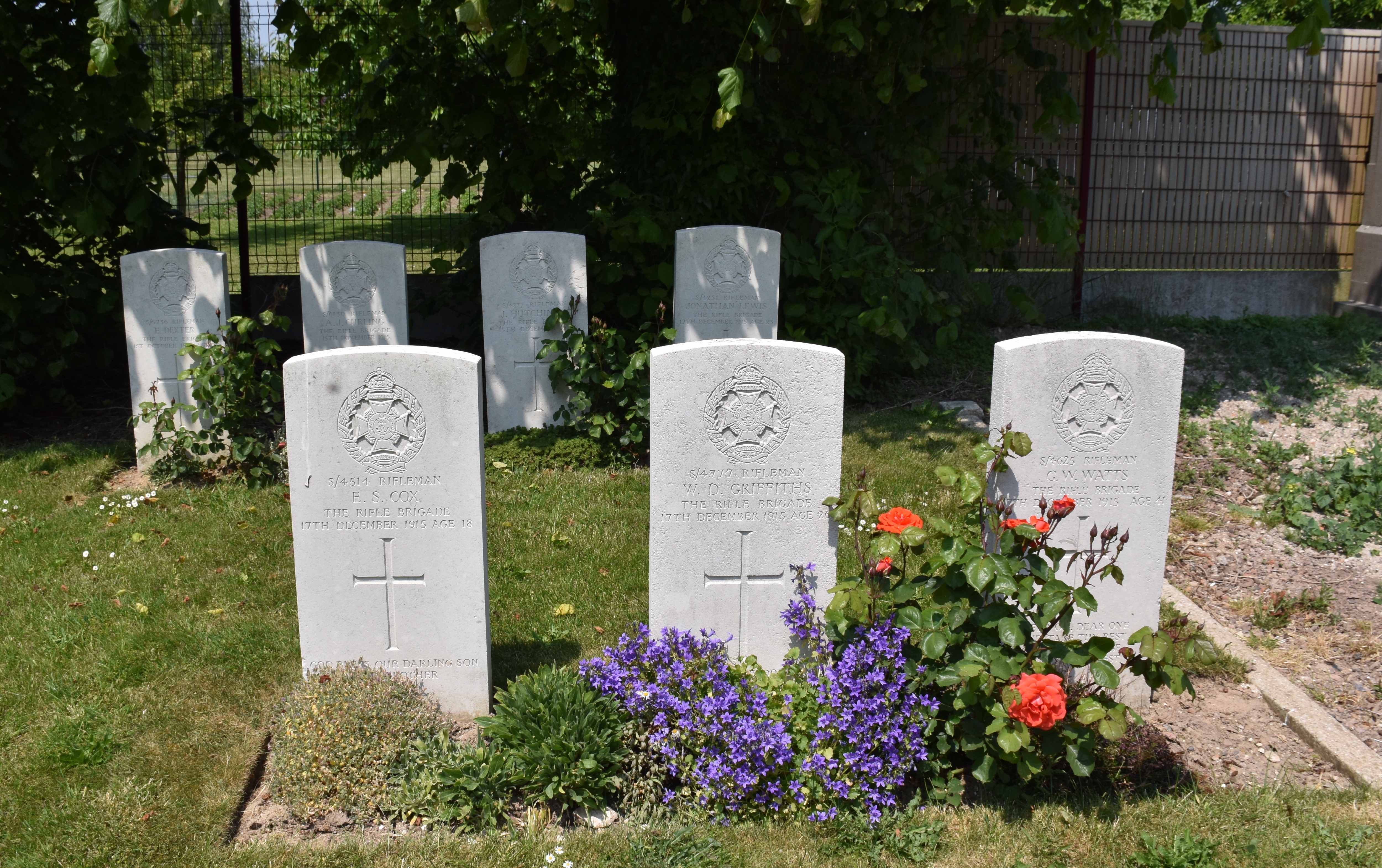
Un cimetière a été commencé en décembre 1915 à l'intérieur du cimetière communal.

## Pour approfondir